# Turricula sumatrana
Turricula sumatrana é uma espécie de gastrópode do gênero Turricula, pertencente a família Clavatulidae.